# Aborichthys elongatus
Aborichthys elongatus е вид лъчеперка от семейство Nemacheilidae.

## Разпространение
Видът е разпространен в Индия (Аруначал Прадеш и Дарджилинг).